# Laura Siegemund
Laura Siegemund (ur. 4 marca 1988 w Filderstadt) – niemiecka tenisistka, zwyciężczyni US Open 2016 w grze mieszanej i 2020 w podwójnej oraz finalistka tego turnieju w deblu w 2023. Zwyciężczyni French Open 2024 w grze mieszanej.

## Kariera tenisowa
Swoją sportową karierę rozpoczęła w 2002, w wieku czternastu lat, biorąc udział w kwalifikacjach do niewielkiego turnieju rangi ITF w Makarska. W tym samym roku zagrała jeszcze w kilku podobnych turniejach, ale nigdy nie udało jej się przebrnąć przez kwalifikacje. Jedynym turniejem, w którym wystąpiła w fazie głównej, był turniej w Horb, gdzie zagrała dzięki dzikiej karcie. W 2003 roku dwukrotnie dochodziła do ćwierćfinałów gry pojedynczej, a w 2006 roku, na Majorce wygrała swój pierwszy turniej w grze singlowej, pokonując w finale Francuzkę Gracię Radovanovic. W styczniu 2011 roku wygrała swój drugi turniej w karierze, w Lutz na Florydzie. W sumie wygrała trzynaście turniejów singlowych. Ma także na swoim kocie dwadzieścia wygranych turniejów w grze deblowej rangi ITF.
W 2007 roku, dzięki dzikiej karcie, zagrała po raz pierwszy w kwalifikacjach do turnieju WTA w Stuttgarcie, ale odpadła w pierwszej rundzie. W następnym roku wystąpiła w kwalifikacjach do turnieju w Luksemburgu, gdzie wygrała swój pierwszy mecz w rozgrywkach WTA, pokonując w pierwszej rundzie Ipek Senoglu z Turcji. W 2009 roku zagrała w kwalifikacjach do wielkoszlemowego US Open, ale przegrała z Czeszką Klarą Zakopalovą w pierwszej rundzie. W 2010 roku wygrała kwalifikacje do turnieju w Bastad, pokonując po drodze takie zawodniczki jak: Justine Ozga, Natalia Ryżonkowa i Tatjana Arefiejewa. W fazie głównej turnieju uległa jednak Holenderce Arantxy Rus w pierwszej rundzie.
Pierwszy finał zawodów rangi WTA Tour w grze podwójnej osiągnęła w maju 2015 roku w Marrakeszu, gdzie razem z Maryną Zanewśką uległy wynikiem 1:6, 6:7(5) parze Tímea Babos–Kristina Mladenovic. W czerwcu w ’s-Hertogenbosch razem z Asią Muhammad pokonały w finale turnieju Jelenę Janković i Anastasiję Pawluczenkową 6:3, 7:5, natomiast pierwszy o tytuł mistrzowski w grze pojedynczej Niemka zaliczyła w lokalnym turnieju w marcu 2016 roku w Stuttgarcie, przegrywając w nim z rodaczką Angelique Kerber 4:6, 0:6.
W 2025 roku po serii nieudanych występów (większość to porażki w pierwszych meczach) doszła do ćwierćfinału Wimbledonu. W trzeciej rundzie ograła szóstą na świecie Madison Keys 6:3, 6:3, a przegrała dopiero z liderką rankingu WTA Aryną Sabalenką 6:4, 2:6, 4:6, prezentując bardzo urozmaicony i wszechstronny tenis. Największy sukces na tej imprezie osiągnęła w wieku 37 lat.

## Historia występów wielkoszlemowych
Legenda
     W, wygrany turniej
     F, przegrana w finale
     SF, przegrana w półfinale
     QF, przegrana w ćwierćfinale
     xR, przegrana w x rundzie
     Qx, przegrana w x rundzie kwalifikacji
     A, brak startu
     NH, turniej nie odbył się

### Występy w grze pojedynczej
| Turniej                | 2002 | 2003 | 2004 | 2005 | 2006 | 2007 | 2008 | 2009 | 2010 | 2011 | 2012 | 2013 | 2014 | 2015 | 2016 | 2017 | 2018 | 2019 | 2020 | 2021 | 2022 | 2023 | 2024 | 2025 | Tytuły | Z–P     |  |
| ---------------------- | ---- | ---- | ---- | ---- | ---- | ---- | ---- | ---- | ---- | ---- | ---- | ---- | ---- | ---- | ---- | ---- | ---- | ---- | ---- | ---- | ---- | ---- | ---- | ---- | ------ | ------- |  |
| Australian Open        | A    | A    | A    | A    | A    | A    | A    | A    | A    | A    | A    | A    | A    | Q3   | 3R   | 1R   | A    | 2R   | 2R   | 1R   | A    | 3R   | 2R   | 3R   | 0 / 8  | 9 – 8   |  |
| French Open            | A    | A    | A    | A    | A    | A    | A    | A    | A    | Q2   | A    | A    | Q3   | Q2   | 1R   | A    | 1R   | 2R   | QF   | 1R   | Q3   | A    | 1R   | 1R   | 0 / 7  | 5 – 7   |  |
| Wimbledon              | A    | A    | A    | A    | A    | A    | A    | A    | A    | Q1   | A    | A    | Q2   | 1R   | 1R   | A    | A    | 2R   | NH   | 1R   | A    | Q3   | 2R   | QF   | 0 / 6  | 6 – 6   |  |
| US Open                | A    | A    | A    | A    | A    | A    | A    | Q1   | A    | Q1   | A    | Q2   | Q3   | 1R   | 3R   | A    | 1R   | 2R   | 1R   | A    | 1R   | 1R   | 1R   |      | 0 / 8  | 3 – 8   |  |
|                        |      |      |      |      |      |      |      |      |      |      |      |      |      |      |      |      |      |      |      |      |      |      |      |      |        |         |  |
| Ranking na koniec roku | 1235 | 601  | 847  | 353  | 367  | 319  | 307  | 227  | 225  | 243  | 383  | 235  | 161  | 90   | 31   | 69   | 117  | 73   | 50   | 124  | 169  | 86   | 84   |      | 0 / 29 | 23 – 29 |  |

### Występy w grze podwójnej
| Turniej                | 2002 | 2003 | 2004 | 2005 | 2006 | 2007 | 2008 | 2009 | 2010 | 2011 | 2012 | 2013 | 2014 | 2015 | 2016 | 2017 | 2018 | 2019 | 2020 | 2021 | 2022 | 2023 | 2024 | 2025 | Tytuły | Z–P     |  |
| ---------------------- | ---- | ---- | ---- | ---- | ---- | ---- | ---- | ---- | ---- | ---- | ---- | ---- | ---- | ---- | ---- | ---- | ---- | ---- | ---- | ---- | ---- | ---- | ---- | ---- | ------ | ------- |  |
| Australian Open        | A    | A    | A    | A    | A    | A    | A    | A    | A    | A    | A    | A    | A    | A    | 1R   | 2R   | A    | 1R   | 1R   | 3R   | A    | 1R   | QF   | 3R   | 0 / 8  | 8 – 8   |  |
| French Open            | A    | A    | A    | A    | A    | A    | A    | A    | A    | A    | A    | A    | A    | A    | 3R   | A    | A    | 3R   | 2R   | 3R   | 1R   | 1R   | 3R   | 3R   | 0 / 8  | 11 – 8  |  |
| Wimbledon              | A    | A    | A    | A    | A    | A    | A    | A    | A    | A    | A    | A    | A    | Q1   | 1R   | A    | A    | 3R   | NH   | 3R   | A    | QF   | QF   | 3R   | 0 / 6  | 11 – 5  |  |
| US Open                | A    | A    | A    | A    | A    | A    | A    | A    | A    | A    | A    | A    | A    | 2R   | 1R   | A    | 3R   | 3R   | W    | A    | A    | F    | 3R   |      | 1 / 7  | 17 – 6  |  |
|                        |      |      |      |      |      |      |      |      |      |      |      |      |      |      |      |      |      |      |      |      |      |      |      |      |        |         |  |
| Ranking na koniec roku | –    | –    | –    | 432  | 206  | 372  | 211  | 152  | 179  | 289  | 1083 | 488  | 232  | 44   | 86   | 128  | 80   | 82   | 41   | 58   | 27   | 5    | 21   |      | 1 / 29 | 47 – 27 |  |

### Występy w grze mieszanej
| Turniej         | 2002 | 2003 | 2004 | 2005 | 2006 | 2007 | 2008 | 2009 | 2010 | 2011 | 2012 | 2013 | 2014 | 2015 | 2016 | 2017 | 2018 | 2019 | 2020 | 2021 | 2022 | 2023 | 2024 | 2025 | Tytuły | Z–P     |  |
| --------------- | ---- | ---- | ---- | ---- | ---- | ---- | ---- | ---- | ---- | ---- | ---- | ---- | ---- | ---- | ---- | ---- | ---- | ---- | ---- | ---- | ---- | ---- | ---- | ---- | ------ | ------- |  |
| Australian Open | A    | A    | A    | A    | A    | A    | A    | A    | A    | A    | A    | A    | A    | A    | A    | 1R   | A    | A    | A    | 1R   | A    | A    | QF   | A    | 0 / 3  | 2 – 3   |  |
| French Open     | A    | A    | A    | A    | A    | A    | A    | A    | A    | A    | A    | A    | A    | A    | A    | A    | A    | A    | NH   | 1R   | 1R   | A    | W    | QF   | 1 / 4  | 7 – 3   |  |
| Wimbledon       | A    | A    | A    | A    | A    | A    | A    | A    | A    | A    | A    | A    | A    | A    | 2R   | A    | A    | QF   | NH   | A    | A    | 1R   | 1R   | A    | 0 / 4  | 4 – 4   |  |
| US Open         | A    | A    | A    | A    | A    | A    | A    | A    | A    | A    | A    | A    | A    | A    | W    | A    | 1R   | 1R   | NH   | A    | 1R   | 1R   | A    |      | 1 / 5  | 5 – 4   |  |
|                 |      |      |      |      |      |      |      |      |      |      |      |      |      |      |      |      |      |      |      |      |      |      |      |      |        |         |  |
|                 |      |      |      |      |      |      |      |      |      |      |      |      |      |      |      |      |      |      |      |      |      |      |      |      | 2 / 16 | 18 – 14 |  |

## Finały turniejów WTA
| Legenda                     | Legenda |
| --------------------------- | ------- |
| Wielki Szlem                |         |
| Igrzyska olimpijskie        |         |
| WTA Tour Championships      |         |
| 2009 – 2020                 |         |
| WTA Premier Mandatory       |         |
| WTA Premier 5               |         |
| WTA Premier                 |         |
| WTA International Series    |         |
| WTA 125K series (2012–2020) |         |
| od 2021                     |         |
| WTA 1000 (obowiązkowe)      |         |
| WTA 1000 (nieobowiązkowe)   |         |
| WTA 500                     |         |
| WTA 250                     |         |
| WTA 125                     |         |

### Gra pojedyncza 5 (2–3)
| Końcowy wynik | Nr | Data             | Turniej   | Nawierzchnia   | Przeciwniczka       | Wynik finału     |
| ------------- | -- | ---------------- | --------- | -------------- | ------------------- | ---------------- |
| Finalistka    | 1. | 24 kwietnia 2016 | Stuttgart | Ceglana (hala) | Angelique Kerber    | 4:6, 0:6         |
| Zwyciężczyni  | 1. | 24 lipca 2016    | Båstad    | Ceglana        | Kateřina Siniaková  | 7:5, 6:1         |
| Zwyciężczyni  | 2. | 30 kwietnia 2017 | Stuttgart | Ceglana (hala) | Kristina Mladenovic | 6:1, 2:6, 7:6(5) |
| Finalistka    | 2. | 30 lipca 2023    | Warszawa  | Twarda         | Iga Świątek         | 0:6, 1:6         |
| Finalistka    | 3. | 22 września 2024 | Hua Hin   | Twarda         | Rebecca Šramková    | 4:6, 4:6         |

### Gra podwójna 25 (16–9)
| Końcowy wynik | Nr  | Data                 | Turniej          | Nawierzchnia  | Partnerka                | Przeciwniczki                                  | Wynik finału      |
| ------------- | --- | -------------------- | ---------------- | ------------- | ------------------------ | ---------------------------------------------- | ----------------- |
| Finalistka    | 1.  | 1 maja 2015          | Marrakesz        | Ceglana       | Maryna Zanewśka          | Tímea Babos Kristina Mladenovic                | 1:6, 6:7(5)       |
| Zwyciężczyni  | 1.  | 13 czerwca 2015      | ’s-Hertogenbosch | Trawiasta     | Asia Muhammad            | Jelena Janković Anastasija Pawluczenkowa       | 6:3, 7:5          |
| Zwyciężczyni  | 2.  | 31 lipca 2015        | Florianópolis    | Ceglana       | Annika Beck              | María Irigoyen Paula Kania                     | 6:3, 7:6(1)       |
| Zwyciężczyni  | 3.  | 25 października 2015 | Luksemburg       | Twarda (hala) | Mona Barthel             | Anabel Medina Garrigues Arantxa Parra Santonja | 6:2, 7:6(2)       |
| Finalistka    | 2.  | 19 czerwca 2016      | Santa Ponça      | Trawiasta     | Anna-Lena Friedsam       | Gabriela Dabrowski María José Martínez Sánchez | 4:6, 2:6          |
| Finalistka    | 3.  | 25 sierpnia 2018     | New Haven        | Twarda        | Hsieh Su-wei             | Andrea Sestini Hlaváčková Barbora Strýcová     | 4:6, 7:6(7), 4–10 |
| Zwyciężczyni  | 4.  | 19 października 2018 | Moskwa           | Twarda (hala) | Aleksandra Panowa        | Darija Jurak Raluca Olaru                      | 6:2, 7:6(2)       |
| Zwyciężczyni  | 5.  | 21 września 2019     | Kanton           | Twarda        | Peng Shuai               | Alexa Guarachi Giuliana Olmos                  | 6:2, 6:1          |
| Zwyciężczyni  | 6.  | 11 września 2020     | US Open          | Twarda        | Wiera Zwonariowa         | Nicole Melichar Xu Yifan                       | 6:4, 6:4          |
| Zwyciężczyni  | 7.  | 6 marca 2022         | Lyon             | Twarda (hala) | Wiera Zwonariowa         | Alicia Barnett Olivia Nicholls                 | 7:5, 6:1          |
| Zwyciężczyni  | 8.  | 3 kwietnia 2022      | Miami            | Twarda        | Wiera Zwonariowa         | Wieronika Kudiermietowa Elise Mertens          | 7:6(3), 7:5       |
| Finalistka    | 4.  | 2 października 2022  | Tallinn          | Twarda (hala) | Nicole Melichar-Martinez | Ludmyła Kiczenok Nadija Kiczenok               | 5:7, 6:4, 7–10    |
| Zwyciężczyni  | 9.  | 16 października 2022 | Kluż-Napoka      | Twarda (hala) | Kirsten Flipkens         | Kamilla Rachimowa Jana Sizikowa                | 6:3, 7:5          |
| Zwyciężczyni  | 10. | 14 stycznia 2023     | Hobart           | Twarda        | Kirsten Flipkens         | Viktorija Golubic Panna Udvardy                | 6:4, 7:5          |
| Finalistka    | 5.  | 19 marca 2023        | Indian Wells     | Twarda        | Beatriz Haddad Maia      | Barbora Krejčíková Kateřina Siniaková          | 1:6, 7:6(3), 7–10 |
| Zwyciężczyni  | 11. | 5 sierpnia 2023      | Waszyngton       | Twarda        | Wiera Zwonariowa         | Alexa Guarachi Monica Niculescu                | 6:4, 6:4          |
| Finalistka    | 6.  | 10 września 2023     | US Open          | Twarda        | Wiera Zwonariowa         | Gabriela Dabrowski Erin Routliffe              | 6:7(9), 3:6       |
| Zwyciężczyni  | 12. | 30 września 2023     | Ningbo           | Twarda        | Wiera Zwonariowa         | Guo Hanyu Jiang Xinyu                          | 4:6, 6:3, 10–5    |
| Zwyciężczyni  | 13. | 22 października 2023 | Nanchang         | Twarda        | Wiera Zwonariowa         | Eri Hozumi Makoto Ninomiya                     | 6:4, 6:2          |
| Zwyciężczyni  | 14. | 6 listopada 2023     | Cancún           | Twarda        | Wiera Zwonariowa         | Nicole Melichar-Martinez Ellen Perez           | 6:4, 6:4          |
| Finalistka    | 7.  | 5 maja 2024          | Madryt           | Ceglana       | Barbora Krejčíková       | Cristina Bucșa Sara Sorribes Tormo             | 0:6, 2:6          |
| Zwyciężczyni  | 15. | 20 października 2024 | Osaka            | Twarda        | Ena Shibahara            | Cristina Bucșa Monica Niculescu                | 3:6, 6:2, 10–2    |
| Finalistka    | 8.  | 27 października 2024 | Tokio            | Twarda        | Ena Shibahara            | Shūko Aoyama Eri Hozumi                        | 4:6, 6:7(3)       |
| Finalistka    | 9.  | 10 stycznia 2025     | Adelaide         | Twarda        | Beatriz Haddad Maia      | Guo Hanyu Aleksandra Panowa                    | 5:7, 4:6          |
| Zwyciężczyni  | 16. | 22 czerwca 2025      | Nottingham       | Trawiasta     | Beatriz Haddad Maia      | Anna Danilina Ena Shibahara                    | 6:3, 6:2          |

### Gra mieszana 1 (1–0)
| Końcowy wynik | Nr | Data            | Turniej | Nawierzchnia | Partner    | Przeciwnicy                | Wynik finału |
| ------------- | -- | --------------- | ------- | ------------ | ---------- | -------------------------- | ------------ |
| Zwyciężczyni  | 1. | 9 września 2016 | US Open | Twarda       | Mate Pavić | Coco Vandeweghe Rajeev Ram | 6:4, 6:4     |

## Występy w Turnieju Mistrzyń

### W grze podwójnej
| Rok  | Rezultat   | Partnerka        | Przeciwniczki                        | Wynik    |
| 2023 | Zwycięstwo | Wiera Zwonariowa | Nicole Melichar-Martinez Ellen Perez | 6:4, 6:4 |

## Wygrane turnieje rangi ITF
| turnieje z pulą nagród 100 000 $ |
| turnieje z pulą nagród 80 000 $  |
| turnieje z pulą nagród 60 000 $  |
| turnieje z pulą nagród 25 000 $  |
| turnieje z pulą nagród 15 000 $  |
| turnieje z pulą nagród 10 000 $  |

### Gra pojedyncza
|     | Data       | Turniej     | Kat. | ($)     | Naw.   | Finalistka                | Wynik            |
| 1.  | 12/11/2006 | Majorka     | ITF  | 10 000  | ziemna | Gracia Radovanovic        | 6:4, 6:1         |
| 2.  | 23/01/2011 | Lutz        | ITF  | 25 000  | ziemna | Jessica Pegula            | 6:7, 6:1, 6:2    |
| 3.  | 22/07/2012 | Darmstadt   | ITF  | 25 000  | ziemna | Anna Karolína Schmiedlová | 7:6(7), 6:3      |
| 4.  | 29/07/2012 | Horb        | ITF  | 10 000  | ziemna | Gaia Sanesi               | 6:3, 6:0         |
| 5.  | 19/08/2012 | Ratingen    | ITF  | 10 000  | ziemna | Caitlin Whoriskey         | 3:6, 6:2, 6:3    |
| 6.  | 07/04/2013 | Jackson     | ITF  | 25 000  | ziemna | Florencia Molinero        | 6:4, 6:0         |
| 7.  | 23/06/2013 | Lenzerheide | ITF  | 25 000  | ziemna | Beatriz Haddad Maia       | 6:2, 6:3         |
| 8.  | 30/06/2013 | Stuttgart   | ITF  | 25 000  | ziemna | Viktorija Golubic         | 6:3, 3:6, 7:6(4) |
| 9.  | 12/01/2014 | Vero Beach  | ITF  | 25 000  | ziemna | Gabriela Dabrowski        | 6:3, 7:6(10)     |
| 10. | 13/04/2014 | Pelham      | ITF  | 25 000  | ziemna | Julija Putincewa          | 6:1, 6:4         |
| 11. | 13/09/2015 | Biarritz    | ITF  | 100 000 | ziemna | Romina Oprandi            | 7:5, 6:3         |
| 12. | 05/08/2018 | Bad Saulgau | ITF  | 25 000  | ziemna | Alexandra Cadanțu         | 6:4, 6:2         |
| 13. | 05/06/2022 | Annenheim   | ITF  | 25 000  | ziemna | Lena Papadakis            | 6:3, 6:2         |
| 14. | 12/06/2022 | Pörtschach  | ITF  | 60 000  | ziemna | Viktória Kužmová          | 6:2, 6:2         |

## Występy w igrzyskach olimpijskich

### Gra pojedyncza
| Runda                                                                           | Przeciwniczka                           | Wynik          |
| ------------------------------------------------------------------------------- | --------------------------------------- | -------------- |
|                                                                                 |                                         |                |
| Letnie Igrzyska Olimpijskie w Rio de Janeiro 2016, reprezentując państwo Niemcy |                                         |                |
| I runda                                                                         | Bułgaria: Cwetana Pironkowa             | 1:6, 6:4, 6:2  |
| II runda                                                                        | Chiny: Zhang Shuai                      | 6:2, 6:4       |
| III runda                                                                       | Belgia: Kirsten Flipkens                | 6:4, 6:3       |
| Ćwierćfinał                                                                     | Portoryko: Mónica Puig                  | 1:6, 1:6       |
|                                                                                 |                                         |                |
| Letnie Igrzyska Olimpijskie w Tokio 2020, reprezentując państwo Niemcy          |                                         |                |
| I runda                                                                         | Ukraina: Elina Switolina [4]            | 3:6, 7:5, 4:6  |
|                                                                                 |                                         |                |
| Letnie Igrzyska Olimpijskie w Paryżu 2024, reprezentując państwo Niemcy         |                                         |                |
| I runda                                                                         | Stany Zjednoczone: Danielle Collins [8] | 3:6, 0:2 krecz |

### Gra podwójna
| Runda                                                                           | Partnerka             | Przeciwniczki                                                          | Wynik    |
| ------------------------------------------------------------------------------- | --------------------- | ---------------------------------------------------------------------- | -------- |
|                                                                                 |                       |                                                                        |          |
| Letnie Igrzyska Olimpijskie w Rio de Janeiro 2016, reprezentując państwo Niemcy |                       |                                                                        |          |
| I runda                                                                         | Anna-Lena Grönefeld   | Rosja: Darja Kasatkina / Swietłana Kuzniecowa                          | 1:6, 4:6 |
|                                                                                 |                       |                                                                        |          |
| Letnie Igrzyska Olimpijskie w Tokio 2020, reprezentując państwo Niemcy          |                       |                                                                        |          |
| I runda                                                                         | Anna-Lena Friedsam    | Rosyjski Komitet Olimpijski: Wieronika Kudiermietowa / Jelena Wiesnina | 2:6, 5:7 |
|                                                                                 |                       |                                                                        |          |
| Letnie Igrzyska Olimpijskie w Paryżu 2024, reprezentując państwo Niemcy         |                       |                                                                        |          |
| I runda                                                                         | Angelique Kerber [PR] | Wielka Brytania: Katie Boulter / Heather Watson                        | 2:6, 3:6 |

### Gra mieszana
| Runda                                                                   | Partner              | Przeciwnicy                                               | Wynik          |
| ----------------------------------------------------------------------- | -------------------- | --------------------------------------------------------- | -------------- |
|                                                                         |                      |                                                           |                |
| Letnie Igrzyska Olimpijskie w Tokio 2020, reprezentując państwo Niemcy  |                      |                                                           |                |
| I runda                                                                 | Kevin Krawietz       | Stany Zjednoczone: Bethanie Mattek-Sands / Rajeev Ram [3] | 6:4, 5:7, 10–8 |
| Ćwierćfinał                                                             | Kevin Krawietz       | Serbia: Nina Stojanović / Novak Đoković                   | 1:6, 2:6       |
|                                                                         |                      |                                                           |                |
| Letnie Igrzyska Olimpijskie w Paryżu 2024, reprezentując państwo Niemcy |                      |                                                           |                |
| I runda                                                                 | Alexander Zverev [1] | Czechy: Kateřina Siniaková / Tomáš Macháč                 | 4:6, 5:7       |